# Karanisia
Karanisia — вимерлий рід приматів мокроносих з відкладень середнього еоцену в Єгипті.

## Класифікація
Відомі два види: K. clarki і K. arenula. Спочатку вважався короновим лорізідом, більш повний філогенетичний аналіз свідчить про те, що він більш базальний, ніж короновий лорізоподібний.
K. clarki був описаний у 2003 році з окремих фрагментів зубів і щелеп, знайдених у пізньому середньому еоцені (близько 40 мільйонів років тому) відкладеннях формації Birket Qarun в єгипетському Файюмі. Зразки вказують на наявність зубного гребінця, що робить його найдавнішим викопним приматом, який, безсумнівно, має цю рису, яка є унікальною для всіх живих мокроносих.
У 2010 році другий вид, K. arenula, був описаний в журналі Nature з пізнього середнього еоцену в Лівії.